# Cámara de Representantes de Oregón
La Cámara de Representantes de Oregón es la cámara baja de la Legislatura estatal. Sus miembros presentan y votan proyectos de ley y resoluciones, brindan supervisión legislativa a las agencias estatales y ayudan a elaborar el presupuesto del estado. La cámara alta de la Legislatura es el Senado de Oregón.